# 마터스: 천국을 보는 눈
《마터스: 천국을 보는 눈》(프랑스어: Martyrs)은 2008년에 공개된 프랑스와 캐나다의 심리 공포 영화이다. 파스칼 로지에가 연출했으며, 모르자나 알라우이, 밀렌 장파노이 등이 출연했다. 평론가들은 이 영화를 뉴 프렌치 익스트림의 일종으로 분류하고 있다.

## 줄거리
1971년 뤼시는 버려진 도축장에서 일 년 넘게 고문을 당하다가 탈출하고, 고아원에 들어가 안나와 친구가 된다.
15년 뒤인 1986년, 뤼시는 자신이 받은 고문에 관여한 것으로 여겨지는 벨퐁가에 쳐들어가 가브리엘과 남편, 두 아이들을 산탄총으로 쏘고 숨이 붙어있던 가브리엘을 망치로 살해한다. 뤼시는 현장에 도착한 안나 앞에서 목을 그어 자살한다.
이 모두를 뤼시의 망상 탓으로 여기던 안나는 벨퐁가 지하에서 비밀 시설을 발견하고 뤼시가 진실을 말해왔음을 깨닫는다. 안나는 철제 눈가리개가 머리뼈에 박혀있는 여성을 발견하고 풀어주지만, 사람들이 도착해 여성을 죽여버리고 안나를 붙잡는다.
이들 비밀 모임은 젊은 여성들을 납치해 고문함으로써 신체 고통을 통해 저 너머 세계를 엿볼 수 있는 "순교자들"(martyrs)을 만드는 것을 목표로 하고 있었다. 고문을 당한 끝에 안나는 기존 실험체들이 도달하지 못했던 마지막 단계인 황홀경에 빠진다.
모임 지도자 마드무아젤은 안나에게서 귓속말로 사후 세계 증언을 듣고 권총으로 자살한다. "martyr"는 그리스어로 "증인"을 뜻한다는 인터타이틀이 나온다. 피부가 다 벗겨진 안나는 긴장증 상태로 테이블에 누워있다.

## 출연
- 모르자나 알라우이 - 안나 아사우이 역
- 밀렌 장파노이 - 뤼시 쥐랭 역
- 카트린 베갱 - 마드무아젤 역
- 파트리시아 튈란 - 가브리엘 벨퐁, 벨퐁가 어머니 역
- 쥘리에트 고슬랭 - 마리 벨퐁, 벨퐁가 딸 역
- 그자비에 돌란 - 앙투안 벨퐁, 벨퐁가 아들 역

## 기타 제작진
- 배역: 엘렌 루스
- 미술: 장앙드레 카리에르

## 리메이크
2015년 트로이언 벨리사리오 등이 출연한 동명의 미국 리메이크 《마터스》(Martyrs)가 개봉했다.